# Hieracium krivanense
Hieracium krivanense — вид квіткових рослин з родини айстрових (Asteraceae). Вид зростає в Європі: Польща, Словаччина; це багаторічна рослина помірних біомів.

## Морфологічна характеристика
Стебла в середній частині з розсіяними короткими простими незалозистими волосками або майже голі; квітконоси з розсіяним запушенням, 0.8–1.5(1.9) мм завдовжки, темні біля основи (до 1/2–1/3 їх довжини); внутрішні прикореневі листки завширшки 18–30 мм.